# Дасохори (дем Дескати)
Дасохори или Пичунгия (на гръцки: Δασοχώρι, катаревуса Δασοχώριον, Дасохорион, до 1927 година: Πιτσούγγια, Пицунгия) е село в Република Гърция, в дем Дескати, област Западна Македония. Според преброяването от 2001 година Дасохори има население от 205 души.

## География
Селището географски спада към Тесалия, тъй като е разположено в най-горното течение на тесалийската река Палиомантано. Административно принадлежи на областта Западна Македония. Дасохори се намира на около 6 километра южно от град Дескати и около 65 километра югоизточно от град Гревена.

## История

### В Османската империя
Селището Пичунгия се споменава в документи от XV век.
След присъединяването през 1881 година на Тесалия към Кралство Гърция Пичунгия остава под властта на Османската империя в рамките на Еласонската каза. 
На Етнографската карта на Битолския вилает на Картографския институт в София от 1901 година Перчуния е чисто гръцко село в Еласонската каза на Серфидженския санджак с 35 къщи.
Според гръцка атинска статистика от 1910 година в Писугия (Πισούγια) живеят 202 православни гърци.

### В Гърция
През Балканската война в 1912 година в селото влизат гръцки части и след Междусъюзническата в 1913 година Пичунгия влиза в състава на Кралство Гърция.
През 1927 година името на селото е сменено на Дасохори.
Населението произвежда жито, картофи, тютюн и други земеделски култури, като частично се занимава и със скотовъдство.
В района на селището има четири църкви. На няколко километра източно от Дасохори се намира манастирът „Преображение Господне“, функционирал по време на османското владичество. В последните години в него обитава една монахиня и той се възражда като девически манастир.
Храмовият празник на църквата „Свети Апостоли“, разположена на хълм край селото, е повод за провеждането на голям тридневен селски събор на 28-30 юни.
| Година    | 1913 | 1920 | 1928 | 1940 | 1951 | 1961 | 1971 | 1981 | 1991 | 2001 | 2011 | 2021 |
| --------- | ---- | ---- | ---- | ---- | ---- | ---- | ---- | ---- | ---- | ---- | ---- | ---- |
| Население | 171  | 149  | 182  | 221  | 256  | 318  | 261  | 273  | 239  | 205  | 69   | 156  |